# Бобан, Звонимир
Зво́нимир Бо́бан (хорв. Zvonimir Boban, род. 8 октября 1968, Имотски) — югославский и хорватский футболист, спортивный журналист и функционер. Бронзовый призёр чемпионата мира 1998 года в составе сборной Хорватии.
С 2016 по 2019 год занимал должность заместителя генерального секретаря ФИФА.

## Клубная карьера
Дебютировал в 1985 г. в клубе «Динамо» (Загреб). Вошёл в состав юношеской сборной Югославии, выигравшей чемпионат мира среди юношей в 1987 г., и после этого в возрасте 18 лет стал самым молодым капитаном в истории загребского «Динамо» (в 2001 г. этот рекорд побил Нико Краньчар).
Бобан стал национальным героем Хорватии после эпизода 13 мая 1990 г., когда матч в Загребе между местным «Динамо» и белградской «Црвеной звездой» превратился в побоище между болельщиками. После того, как в стычки вмешалась полиция, Бобан тоже вмешался в драку и ударил полицейского, ударившего одного из болельщиков «Динамо». Эта история попала в фокус внимания общественности, взбудораженной недавней победой сторонников преобразования Югославии в конфедерацию на выборах в Хорватии, и считается одним из эпизодов в развитии внутриюгославского кризиса, приведшего к гражданской войне. Бобан был дисквалифицирован Федерацией футбола Югославии на 6 месяцев и не смог принять участие в финальном турнире чемпионата мира 1990 г. Сезон 1990/91 стал последним для участия хорватских команд в чемпионате Югославии, где «Динамо» заняло второе место, а Бобан забил 15 мячей в 26 матчах.
Летом 1991 года принял предложение «Милана», сумма отступных составила 8 миллионов евро. На тот момент итальянским командам разрешалось заявлять только троих легионеров, поэтому клуб решил не рисковать и предоставить Бобану возможность адаптироваться в новом для него чемпионате, выступая за «Бари». По итогам Серии А 1991/92 «Бари» занял 15-е место и покинул высший дивизион, однако качество игры Бобана убедило руководство «Милана» позволить ему начать следующий сезон в красно-чёрной футболке. С того момента он играл за «Милан» в течение девяти сезонов подряд, проделав путь от запасного до одного из ключевых игроков команды. В августе 2001 года вновь был отдан в аренду, на сей раз в выступавшую в испанской Примере «Сельту». Однако, испытывая трудности с попаданием в стартовый состав нового клуба, Бобан принял решение завершить профессиональную карьеру в октябре того же года, вскоре после своего 33-го дня рождения.

## Национальные сборные
В 1987 году выиграл чемпионат мира вместе с молодёжной сборной Югославии, сыграв в 6 матчах и забив 3 гола. По результатам голосования, занял второе место в списке лучших игроков первенства, уступив лишь партнеру по команде Роберту Просинечки.
С 1988 по 1990 год провел 7 матчей и забил 1 гол за взрослую сборную Югославии.
После распада Югославии провел 51 матч в составе сборной Хорватии, в том числе на чемпионатах Европы и мира. На его счету 12 забитых мячей.

## После завершения игровой карьеры
По собственному признанию, не желает становиться тренером, так как «пожертвовал футболу достаточно много нервов будучи игроком».
Бобан занимался спортивной журналистикой, писал статьи для хорватской спортивной газеты Sportske novosti, был колумнистом La Gazzetta dello Sport, комментировал футбольные матчи для итальянского и хорватского телевидения. Также он владеет двумя ресторанами в центре Загреба: Boban и Vinodol.
30 мая 2016 года Бобан был назначен заместителем генерального секретаря ФИФА.
Летом 2019 года Звонимир Бобан покинул ФИФА ради возвращения в «Милан» на должность клубного менеджера, однако уже в марте 2020 года покинул пост.
С 2021 года занимал должность руководителя футбольного департамента в УЕФА. Покинул должность 25 января 2024 года по взаимному согласию.

## Достижения

### Командные
- Чемпион мира среди игроков не старше 20 лет в составе Югославии (1987)
- Четырёхкратный победитель Серии А в составе «Милана» (1992/93, 1993/94, 1995/96, 1998/99)
- Победитель Лиги чемпионов в составе «Милана» (1993/94)
- Обладатель Суперкубка УЕФА в составе «Милана» (1994)
- Бронзовый призёр чемпионата мира в составе сборной Хорватии (1998)

### Личные
- Лучший футболист Хорватии: 1991, 1999
- Специальная награда Globe Soccer Awards: 2018
- Включён в зал славы клуба «Милана»[9]

## Личная жизнь
Имеет ученую степень профессора исторических наук при Загребском университете. Владеет рестораном в центре Загреба. Работает спортивным аналитиком на хорватском и итальянском телевидении. В свободное время играет в теннис. Его приятелем является прославленный хорватский теннисист Горан Иванишевич.
С 1994 года женат на Леонарде Бобан. Пара воспитывает 5-х детей, 4 из которых приёмные.